# 槌田満文
槌田 満文（つちだ みつふみ、1926年12月3日 - 2011年5月31日）は、日本のジャーナリスト・日本近代文学の研究者。武蔵野大学名誉教授。

## 人物
東京・浅草の鳥越生まれ。父は和服の紋章上絵師の名人として知られ、安藤鶴夫の小説で直木賞受賞作「巷談本牧亭」（1962年)に職人気質の「紋啓」老人（土田啓吉）として登場する槌田啓一郎（明治19年生まれ）。1944年に東京高等師範学校附属中学校（現・筑波大学附属中学校・高等学校）卒業。附属中学の同期には、星新一（小説家）、今村昌平（映画監督）、大野公男（元北海道情報大学学長）、児玉進（映画監督）、黒澤洋（元日本興業銀行会長）、星野英一（東京大学名誉教授）などがいた。
1952年に慶應義塾大学国文科を卒業。創元社編集部に所属、のち東京新聞社に入社して文芸記者となる。1954年、木村荘八らと書籍「銀座界隈」を編集。
東京新聞文化部次長であった1963年に、星新一に『気まぐれ指数』を連載させた。退社後は、文教大学女子短期大学部教授、武蔵野女子大学教授を務めた。
1990年、日本近代文学館評議員、1998年理事を経て、2001年～2008年、常務理事を務めた。東京都江戸東京博物館運営委員。

## 著書
- 『名作365日』河出書房新社 1964、講談社学術文庫 1982
- 『いい手紙うまい手紙』文藝春秋 1967 (文春実用百科)
- 『東京文学地図』都市出版社 1970 (都市選書)
- 『実例いい手紙生きた手紙』池田書店 1977
- 『文学にみる広告風物誌』プレジデント社 1978
- 『明治大正風俗語典』角川選書 1979
- 『本の十二カ月』日本古書通信社 1980 (古通豆本）
- 『入門文章の書き方』日本実業出版社 1981
- 『明治大正の新語・流行語』角川選書 1983
- 『ことばの風物誌』角川文庫 1985
- 『読書名言集』日本古書通信社 1985 (こつう豆本）
- 『著者と装幀者』日本古書通信社 1991 (こつう豆本）
- 『四季ことわざ辞典』東京堂出版 2001

## 共編著
- 『文学東京案内』（編著）緑地社 1956
- 『明治東京歳時記』青蛙房 1968 (青蛙選書）
- 『明治時代東京区分図』東京堂出版 1976
- 『東京文学地名辞典』東京堂出版 1978
- 『世相語・風俗語』（南博共編）三一書房 1985 (近代庶民生活誌）
- 『明治東京名所図会』（朝倉治彦共編）東京堂出版 1992
- 『東京記録文学事典 明治元年〜昭和二〇年』柏書房 1994
- 『故事ことわざ辞典』（監修）成美堂出版 1994、のち新版
- 『ポケット版ことわざ辞典』（監修）成美堂出版 1995、のち新版
- 『幸田家の人々』（青木玉,金井景子共編）東京都近代文学博物館 2001
- 『江戸東京職業図典』東京堂出版 2003